# Silnik napędzany anihilacją
Silnik napędzany anihilacją – hipotetyczny typ silnika rakietowego, który miałby napędzać pojazd kosmiczny, wykorzystując do tego zjawisko anihilacji materii i antymaterii.
Teoretycznie jest to silnik o największym uzysku energii z masy paliwa. Silnik taki zamieniałby, zgodnie z prawem równoważności masy i energii (słynnym wzorem {\displaystyle E=mc^{2}}), całość masy spoczynkowej paliwa na energię użyteczną do napędu, podczas gdy obecnie używane chemiczne silniki rakietowe oparte na reakcjach chemicznych wykorzystują do napędu jedynie część energii pochodzącej z wiązań międzyatomowych cząsteczek paliwa, która z kolei stanowi małą część energii (masy) spoczynkowej paliwa.
Istnieją jednak problemy związane z tym napędem:
1. Nie ma wydajnej metody wytwarzania antymaterii, obecnie wytwarzanie antymaterii stanowi poważny problem, kosztem wielu milionów dolarów udaje się uzyskać po kilka atomów antymaterii.
2. Nie ma taniego sposobu przechowywania antymaterii tak, by nie stykała się z materią, i do tego jeszcze w poruszającym się i przyspieszającym statku kosmicznym.
3. W wyniku anihilacji powstaje wysokoenergetyczne promieniowanie gamma, które jest bardzo przenikliwe, w związku z tym trudno skierować jego wiązkę (w przypadku wykorzystywania bezpośrednio jego pędu), a w przypadku przetwarzania energii promieniowania na energię innych cząstek energia ta wydzieli się w dużej masie substancji pochłaniającej.

## Prace projektowe
Bez rozwiązania podstawowych problemów nie może być mowy o praktycznym zastosowaniu silnika, choć pojawiają się co pewien czas pogłoski o pracy naukowców z NASA nad silnikiem. Projekt jest związany z planowanym wysłaniem człowieka na Marsa. Dzięki nowemu typowi silnika hipotetycznie możliwe byłoby dotarcie na Czerwoną Planetę w ciągu 45 dni. W przypadku znanych obecnie technologii taki lot kosmiczny musiałby trwać około 180 dni.